# 924 Toni
För andra betydelser, se Toni.
924 Toni eller 1919 GC är en asteroid i huvudbältet, som upptäcktes den 20 oktober 1919 av den tyske astronomen Karl Wilhelm Reinmuth i Heidelberg.
Asteroiden har en diameter på ungefär 85 kilometer.